# لایمدوتا استراویوما
لایمدوتا استراویوما (انگلیسی: Laimdota Straujuma؛ زادهٔ ۲۴ فوریهٔ ۱۹۵۱) یک سیاست‌مدار اهل لتونی است.وی از ژانویه ۲۰۱۴ تا فوریه ۲۰۱۶ نخست‌وزیر این کشور بود.